# Angerona juncta
Angerona juncta là một loài bướm đêm trong họ Geometridae.